# 誡子書
誡子書，也作戒子書，中國歷代名人喜歡寫信勸誡子女，是一種中國古代家庭的道德教育，最有名的是諸葛亮的「戒子書」，是寫給七歲的諸葛瞻，另一篇《誡外甥書》則是寫給其外甥龐渙。鄭玄、羊祜、王僧虔、張融、徐勉、符存審皆有《誡子書》。馬援有《戒兄子嚴敦書》，顏延之有《庭誥文》，雷次宗有《與子姪書》，楊樁有《誡子孫文》。

## 賞析
西漢經學家孔臧《與子琳書》：
|  | 徒學知之未可多，履而行之乃足佳。 |

諸葛亮《誡子書》：
|  | 夫君子之行，靜以修身，儉以養德，非淡泊無以明志，非寧靜無以致遠。夫學須靜也，才須學也，非學無以廣才，非志無以成學。淫（慆）慢則不能励精，險躁則不能冶性。年與時馳，意與日去，遂成枯落，多不接世，悲守窮廬，將復何及！ |

诸葛亮《诫外甥书》：
|  | 夫志当存高远，慕先贤，绝情欲，弃疑滞，使庶几之志，揭然有所存，恻然有所感。忍屈伸，去细碎，广咨问，除嫌吝，虽有淹留，何损於美趣，何患於不济。若志不强毅，意不慷慨，徒碌碌滞於俗，默默束於情，永窜伏於凡庸，不免於下流矣！ |

陶淵明《誡子書》：
|  | 汝旦夕之費，自給為難；今遣此力，助汝薪水之勞。此亦人子也，可善遇之！ |

馬援《誡兄子嚴敦書》：
|  | 吾欲汝曹聞人過失，如聞父母之名：耳可得聞，口不可得言也。好論議人長短，妄是非正法，此吾所大惡也；寧死，不願聞子孫有此行也。汝曹知吾惡之甚矣，所以復言者，施衿結褵，申父母之戒，欲使汝曹不忘之耳！ |

五代名將符存審出身寒微，常戒诸子曰：
|  | 予本寒家，少小攜一劍而違鄉裏，四十年間，位極將相。其間屯危患難，履鋒冒刃，入萬死而無一生，身方及此，前後中矢僅百餘。 |

明代天啟年間萬應奎有《诫子书》云：
|  | 洁己爱民四字，时时在心，汝等各完各业，不得以我为倚靠。 |